# Horch 853 Voll & Ruhrbeck Sport Cabriolet
Horch 853 Voll & Ruhrbeck Sport Cabriolet ([ˈfoːl ˈʊnt ˈʀuːʀbək ˈʃpɔɹt kabʀɪoˈlet]) — кабриолет, выпущенный в 1937 году в единственном экземпляре немецким автопроизводителем Horch.
История автомобиля остаётся загадкой. Во время войны союзническими бомбардировщиками был уничтожен завод Voll & Ruhrbeck (нем.) а вместе с ним и документация. Тем не менее автомобиль пережил хаос, был захвачен французским правительством и попал в руки маршала французской армии Жан Мари де Латр де Тассиньи. В послевоенное время был перемещён в Швейцарию, после чего был несколько раз перекуплен и реставрирован.
Автомобиль оснащён рядным 8-цилиндровым двигателем объёмом 4944 см³, развивающим мощность 120 л. с., и 4-ступенчатой механической коробкой  передач; привод задний.